# 74 (число)
74 (сімдеся́т чоти́ри) — натуральне число між  73 та  75.

## У математиці
- Одне з чисел з властивістю, за якої сума його з перевернутим числом дорівнює квадрату суми його цифр ({\displaystyle 74+47=11^{2}}).
- Число областей, на які ділять площину 9 кіл, що перетинаються.

## У науці
- Атомний номер  вольфраму

## В інших областях
- 74 рік, 74 рік до н. е., 1974
- ASCII-код символу «J»
- 74 —  Код суб'єкта Російської Федерації і Код ГИБДД-ДАІ  Челябінської області.